# Jorma Vanamo
Jorma Jaakko Vanamo, född 30 oktober 1913 i Mouhijärvi, död 13 december 2006 i Helsingfors, var en finländsk diplomat.
Vanamo blev juris kandidat 1939. I mars detta år anställdes han som attaché vid utrikesministeriet och fick sitt verkliga elddop i samband med upptakten till Moskvaförhandlingarna hösten 1939. Samtidigt som utrikesminister Eljas Erkko vid en presskonferens den femte oktober förnekade ryktena om att Finland – i likhet med de baltiska länderna – kallats till förhandlingar i Moskva, mottog Vanamo som jourhavande tjänsteman på ministeriet det chiffertelegram från ambassaden i Moskva som gällde just inbjudan till förhandlingar. Erkko fann inget annat råd än att kalla på Paasikivi, som då var ambassadör i Stockholm, för att sköta underhandlingarna.
Vanamo sändes också till Moskva och "fick gå i Paasikivis skola". Efter kriget var han 1958–1963 ambassadör i Warszawa och 1963–1967 i Moskva; 1967–1970 kanslichef och statssekreterare vid utrikesministeriet. Han var 1970–1975 ambassadör i Rom, Valetta och Nicosia och 1975–1980 i Stockholm.
Vanamo förhandlade framgångsrikt om för Finland viktiga frågor. I Moskva slutförde han 1965 bland annat underhandlingarna om arrenderingen av Saima kanal med vice utrikesminister Orlov. Från Moskva blev han ackrediterad i Afghanistan och hörde till dem som 1963 överlämnade sina kreditivbrev till landets siste kung Zahir Shah.